# Alone in the Dark (відеогра, 1992)
Alone in the Dark (укр. Сам у темноті, абр. AitD) — гра жанру survival horror, розроблена та випущена Infogrames в 1992 році. Перша гра серії Alone in the Dark.
Девіз гри — «A Virtual Adventure Game Inspired by the Work of H.P. Lovecraft (укр. Віртуальна пригодницька гра, натхненна роботою Говарда Філіпса Лавкрафта)».

## Ігровий процес

Героїня досліджує маєток

Гравець керує героєм, чоловіком або жінкою, що досліджує маєток, захоплений злими силами, бореться з чудовиськами і шукає підказки й предмети для просування сюжетом. Гра відбувається в перспективі від третьої особи, керування здійснюється з клавіатури. Фони в Alone in the Dark двовимірні, натомість протагоніст, вороги та інтерактивні об'єкти є тривимірними моделями. Кожна локація маєтку складається з кількох сцен, які демонструються з різних ракурсів.
Головний герой володіє запасом здоров'я та інвентарем, куди може скласти 20 предметів. Якщо запас здоров'я вичерпаний, або персонаж знерухомів, гра завершується поганим фіналом — сили зла захоплюють його тіло і вириваються з маєтку. Поповнюється він аптечками, схованими в кількох місцях.
Усі дії здійснюються через меню, де розташований перелік дій та інвентар. Основні дії це, залежно від контексту: битися/стріляти/використати; відкрити/обшукати/перезарядити; закрити/кинути; штовхати/покласти. Після вибору кожної дії необхідно натиснути клавішу «дія» (пробіл) та напрям, якщо дія спрямована.
Знаходячи різні предмети, гравець застосовує їх для подолання перешкод. Так, ключі відкривають двері, а ліхтар освітлює темні приміщення. Іноді необхідно поєднувати кілька предметів, до прикладу, щоб запалити ліхтар, його слід заправити паливом і запалити запальничкою. Існують марні предмети, від яких немає жодної користі, та навіть шкідливі. Наприклад, прочитавши окультну книгу, персонаж може зазнати шоку і втратити частину здоров'я.
У боротьбі можна використовувати кулаки й ноги та знайдену старовинну зброю: лук, рушницю, револьвер, шаблю, кинджал і меч. В рукопашному бою герой може завдати три види ударів перед собою: правою чи лівою рукою і ногою. Використовуючи вогнепальну зброю, персонаж мусить спершу прицілитися стрілками. Запас стріл чи набоїв при цьому обмежений. Також у ворога можна жбурнути будь-який предмет з інвентарю, що завдасть йому ушкоджень, залежно від розміру предмета. Деякі вороги, такі як привиди, невразливі, від ним можливо тільки тікати.

## Сюжет
В 1924 році Джеремі Гартвуд (англ. Jeremy Heartwood), знаменитий художник та власник луїзіанського маєтку Дерсето, покінчив з собою. Його смерть виглядає підозрілою, але нікого не дивує, адже Дерсето володіє стійкою репутацією місця, в якому оселилася зла сила. Справу було закрито поліцією та усіма забуто. Гравець приймає на себе роль Едварда Карнбі (англ. Edward Carnbey) — приватного детектива, котрого наймає торговець антикваріатом, або Емілі Гартвуд (англ. Emily Heartwood), племінниці Джеремі. Обох цікавить записка, схована за піаніно в будинку загиблого, тому що вона пояснює суїцид Джеремі.
Протагоніст прибуває до маєтку ввечері та швидко піднімається на мансарду, де знаходить записку. Прочитане здається маячнею, але тут же у вікно застрибує чудовисько, а з-під підлоги вривається ходячий мрець (гравець може заздалегідь заблокувати їм шлях). Герой поспішає до виходу, але двері самі собою зачиняються і він лишається один в будинку. Він вирішує будь-що дізнатися що там відбувається, для чого розшукує записки Джеремі. Відшукуючи корисні предмети, як то запальнички, ключі або зброю, герой долає чудовиськ і привидів, які населяють маєток вночі, та розшукує вказівки на істину. Він розкриває, що будинок зведений над підземеллями, де пірат Єзеїл Прегц здійснював ритуали служіння силам зла для збільшення своєї удачі й продовження життя. Хоча пірата було повішено, його дух слугами Єзиїла було вселено до старого дерева в підземеллях. Гартвуд покінчив із собою, щоб не дати духу пірата вселитися в його тіло, як це сталося з будівельником маєтку Ілією Пікфордом, який загинув у пожежі. Герой усвідомлює, що якщо сили зла переможуть його, то пірат вселиться в нього самого.
У бібліотеці вдається добути талісман, причетний до жахіть в маєтку. Вивчивши записки і книги, протагоніст визначає, що його слід покласти на вівтар, щоб втихомирити зло. Спустившись до підвалу, він виявляє тунелі, а за ними стародавнє підземелля з вівтарем і деревом. Поклавши талісман на вівтар, герой підпалює дерево і повертається до будинку. Тепер двері відкриваються, надворі виявляється ранок. Герой сідає в таксі, але коли водій обертається, виявляється, що це скелет, який сміється на камеру.

## Оцінки й відгуки
| Видання                   | Оцінка       |
| ------------------------- | ------------ |
| AllGame                   | (DOS)        |
| Electronic Gaming Monthly | 8/10 (3DO)   |
| Famitsu                   | 33/40 (3DO)  |
| Next Generation           | (MAC) (3DO)" |

Гра здобула загальне визнання критиками. Чарльз Ардай з Computer Gaming World похвалив гру, відмітивши численні точки перспективи, та заявив, що жодна попередня гра не змушувала його «лякатися від найменшого звуку… Я відчуваю, ніби був у справжньому будинку». Він описав гру як «справді диявольську симуляцію, насичену злими образами та несподіваними поворотами». У тому ж номері журналістка під псевдонімом Скорпія була критичнішою, найбільшим недоліком вказавши магічні книги, що вбивають персонажа при спробі прочитати їх, про що немає жодних попереджень. На її думку, Alone in the Dark — одна з доволі акуратних ігор з певними дратівливими недоліками. «В ній створено гарну атмосферу з використання лавкрафтівських елементів, а зміна ракурсу є новим та ефектним доповненням», тому це «гарний відступ від звичайного бігання в пригодницьких іграх». У 1994 році редакція Computer Gaming World визнала дискетну версію гри найкращою в жанрі жахів за багато років, а дискову версію похвалила за «кращу анімацію та більше моторошних звуків».
Оцінюючи версію для 3DO, GamePro описали її як «незграбну, напівреалістичну гру», посилаючись на обмежений лінійний дизайн рівнів, надмірно повільний рух протагоніста та «безглуздих, вертких монстрів». Натомість було схвалено похмурі звукові ефекти та зміни ракурсу. Electronic Gaming Monthly прокоментували: «Чудово переносячи ПК-тайтл, ця гра має чудову графіку та звук… для шанувальників неквапного геймплею це саме те, що потрібно». Next Generation повідомили про 3DO-версію гри, що це «витончена суміш моторошної музики, похмурих послідовностей анімацій та наповненої напругою сюжетної лінії, що створює атмосферу напруженого жаху, додаючи цікавий штрих до стандартної графічної пригоди».
За даними французької газети «Libération», станом на січень 2000 року було продано 2,5 млн копій Alone in the Dark. У 2009 році журнал «Empire» включив Alone in the Dark до переліку 100 найвидатніших відеоігор усіх часів.